# Peperomia macbrideana
Peperomia macbrideana är en pepparväxtart som beskrevs av William Trelease. Peperomia macbrideana ingår i släktet peperomior, och familjen pepparväxter. Inga underarter finns listade i Catalogue of Life.